# Rafa barierowa

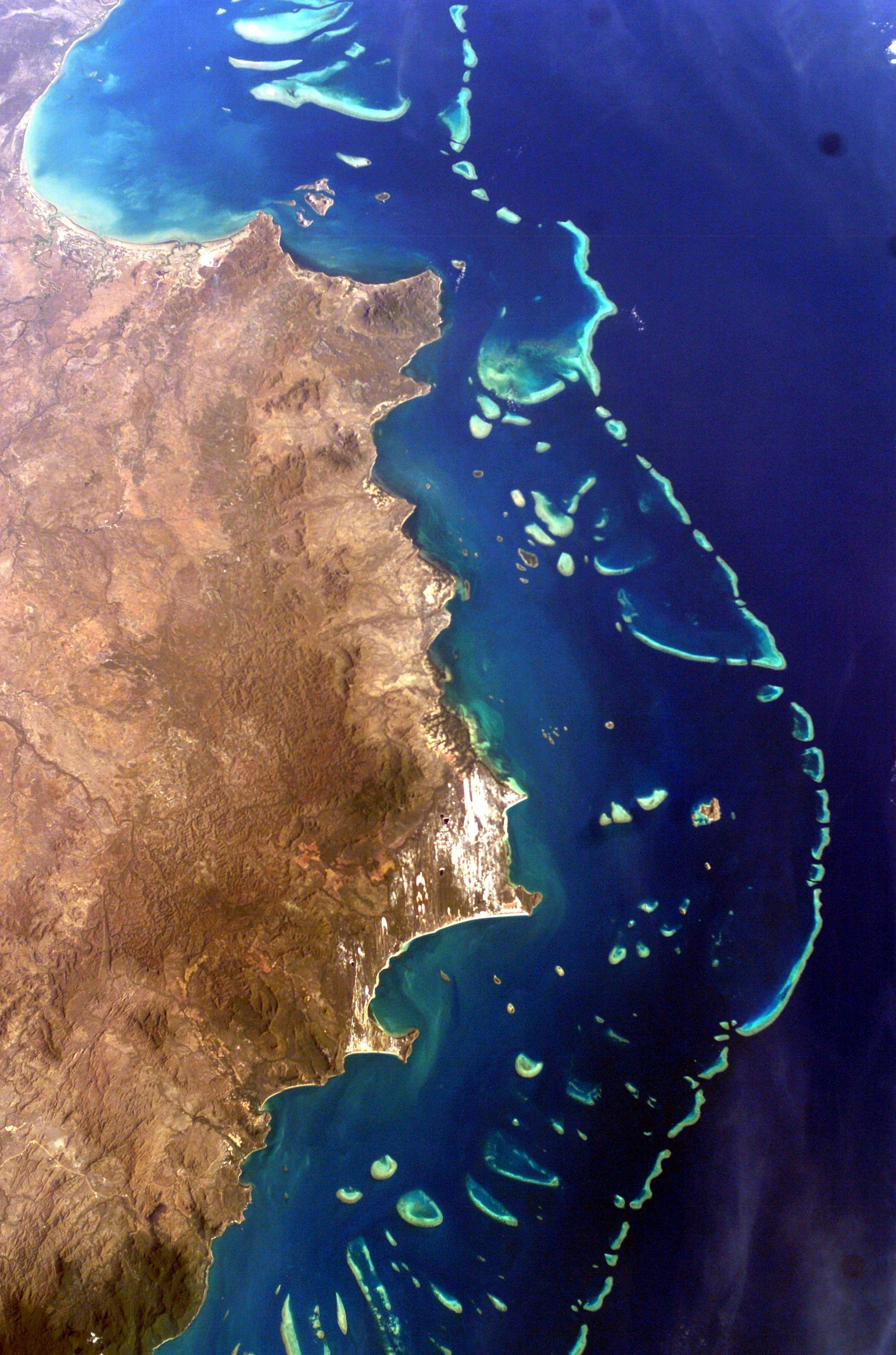
Wielka Rafa Koralowa – największa bariera koralowa na Ziemi, zdjęcie wykonane przez astronautę

Rafa barierowa – wał ciągnący się wzdłuż lądu, oddzielony od niego płytką laguną, np. Wielka Rafa Koralowa (dł. 2000 km) u północno-wschodniego wybrzeża Australii.
W większości wały lub grzbiety, utworzone z nagromadzenia wapiennych szkieletów organizmów rafotwórczych znajdują się pod wodą, wynurzają się tylko podczas odpływu.
Jeśli rafa przebiega równolegle do linii brzegowej nosi nazwę bariery koralowej.